# Saint Genet, comédien et martyr
Saint Genet, comédien et martyr est un essai de l'écrivain et philosophe Jean-Paul Sartre, publié en 1952, à propos du romancier et homme de théâtre Jean Genet. 

## Citation
À propos de Journal du voleur de Jean Genet, Sartre écrit que cet auteur y « raconte sa vie, sa misère et sa gloire, ses amours ; il fait l'histoire de ses pensées, on pourrait croire qu'il a, comme Montaigne, le projet bonhomme et familier de se peindre. Mais Genet n'est jamais familier, même avec soi. Bien sûr il dit tout. Toute la vérité, rien que la vérité : c'est la vérité sacrée. Son autobiographie n'est pas une autobiographie, elle n'en a que l’apparence : c'est une cosmogonie sacrée ».

## Sources
- Jean-Paul Sartre, Saint Genet, comédien et martyr. Dans les Œuvres complètes de Jean Genet I, de Jean Genet, Paris, Éditions Gallimard, 1952.